# Colony Township (Missouri)
Pour les articles homonymes, voir Colony Township.
Colony Township est un ancien township, situé dans le comté de Knox, dans le Missouri, aux États-Unis,.
Le township est fondé en 1872 et baptisé en référence à la communauté de Colony (en).